# 翡翠キセキ
翡翠キセキ（ひすいきせき）は、日本の女性アイドルグループ。エイトワン所属。

## 概要
翡翠キセキは2021年7月3日にデビューした5人組アイドルグループ。透色ドロップAUDITION2020最終審査進出者による新たなプロジェクトとして立ち上がり結成。閉塞感しかない世の中で「ここではないどこかへ」あなたたちを連れていく。『「ここではないどこか」を目指すどこにでもいる女の子のリアリティ』がコンセプト。2022年7月には新メンバーを加えて新体制がスタート。
2023年6月に新メンバー2名を加え新体制がスタート。2024年1月に1名卒業、同年2月に4名卒業。2024年3月にHISUI KISEKIへ改名。『一緒に行こう。まだ見ぬその先へ』をコンセプトに、新メンバー2名を加え新体制がスタート。

## 来歴

### 2021年
- 6月4日 - 透色ドロップAUDITION2020最終審査進出者による新たなプロジェクトとして翡翠キセキが結成[1]。
- 6月26日 - 『翡翠キセキ DEBUT SHOWCASE LIVE "私がもしアイドルになれたら"』開催。
- 7月3日 - 『翡翠キセキ DEBUT LIVE"#私がもしアイドルになれたら"』@恵比寿CreAto開催[2]。
- 10月16日 - 『翡翠キセキ ワンマンライブ「かけがえのない僕らの日々は続いていく」』@SHIBUYA DIVE開催。
- 10月17日 - 『佐藤碧依卒業公演』 @CLUB CRAWLを開催し、佐藤碧依が卒業。

### 2022年
- 5月21日 - 現体制ラストライブ『HABATAKI』 @SHIBUYA DIVEを開催し、神谷優月と白松ゆりが卒業。
- 7月2日 - 『超NATSUZOME 2022』に出演。新メンバー4名が加入し新体制をお披露目。
- 8月6日 - 『TOKYO IDOL FESTIVAL 2022』に出演。
- 9月1日 - Music Video『曖昧、愛』が公開。
- 9月3日 - 新メンバー4名加入後初のワンマンライブ『Go around』@SHIBUYA DIVEを開催。
- 11月13日 - 新体制後2度目のワンマンライブ『Grow up to be･･･』@SHIBUYA DIVEを開催。
- 12月20日 - 新メンバーオーディション開催[3]。

### 2023年
- 3月22日 - 『NEXT IDOL GRANDPRIX 2023』にて準グランプリ、そしてミクチャ配信ポイント部門賞・bis賞を受賞。副賞として、JR中吊り広告掲載・オリジナル写真集制作・bis掲載の権利を獲得。
- 4月1日 - Music Video『E.S.P.E.R』が公開。
- 6月23日 - 新メンバーとして櫻木ゆら、堀越日陽の2名が加入。新体制初のMusic Video『ヒカリ』が公開。
- 6月25日 - 新メンバー2名加入後初のワンマンライブ『翡翠キセキ 虹の始まりの場所』@SHIBUYA VIDENTを開催。
- 7月1日 - 『超NATSUZOME 2023』に出演。
- 8月6日 - 『TOKYO IDOL FESTIVAL 2023』に出演。
- 9月30日 - ワンマンライブ『パレード』@下北沢シャングリラを開催。
- 10月22日 - 翌年1月に仲谷水伶が卒業することを発表[4]。

### 2024年
- 2月3日 - 真白さくら、守屋風香、山本舞奈が卒業[5]。
- 2月29日 - 堀越日陽が卒業[6]。
- 3月24日 - HISUI KISEKIへの改名と、新メンバー美月ひかりと香住りこの加入を発表[7]。
- 4月7日 - 『たーにー。フェス』＠新宿ALTA KeyStudioでプレデビュー。
- 5月6日 - 「HISUI KISEKI × ニコルポップ デビューライブ『月と星のポルカ』」@SELENE b2で正式デビュー。
- 5月14日 - HISUI KISEKI公式チャンネルにて新番組「一緒に行こう！HISUIとその先へ」が開始。
- 8月12日 - Music Video『堕落理』が公開。
- 8月18日 - 新体制初ワンマンライブ『SWELTERING』@SHIBUYA VIDENTを開催。

### 2025年
- 3月21日 - 5月4日をもって活動終了することを発表。また、2024年10月から活動を休止している朝海いちかは期間内の復帰が難しいためグループを卒業。
- 4月2日 - 活動終了日を5月5日に変更。
- 5月5日 - HISUI KISEKI活動終了ライブ『Last Dance for…』@SHIBUYA DIVEを開催。公園開始後にメンバー体調不良により中断。別日程での延期開催を発表。
- 5月11日 - 延期となったHISUI KISEKI活動終了ライブ『Last Dance for…』を6月7日に横浜みなとみらいBronthで開催することを発表。
- 6月7日 - HISUI KISEKI活動終了ライブ『Last Dance for…』@横浜みなとみらいBronthを開催。
- 6月8日 - 『HISUI KISEKI リアル特典会』を開催。これを以ってHISUI KISEKIとしての活動を終了。

## メンバー
| 名前                      | 生年月日               | 出身地   | カラー   | 身長  | 加入      | 備考 |
| ------------------------- | ---------------------- | -------- | -------- | ----- | --------- | ---- |
| 櫻木 ゆら さくらぎ ゆら   | 2000年4月28日（25歳）  | 富山県   | 白       | 159cm | 2023年6月 |      |
| 美月 ひかり みづき ひかり | 2000年10月20日（24歳） | 岡山県   | オレンジ | 165cm | 2024年3月 |      |
| 香住 りこ かすみ りこ     | 1999年4月16日（26歳）  | 神奈川県 | ピンク   | 158cm | 2024年3月 |      |

### 旧メンバー
| 名前                      | 生年月日               | 出身地 | カラー   | 身長    | 加入      | 脱退       | 備考     |
| ------------------------- | ---------------------- | ------ | -------- | ------- | --------- | ---------- | -------- |
| 佐藤 碧依 さとう あおい   | 2月9日                 | 大阪府 |          |         | 2021年6月 | 2021年10月 | 元IVOLVE |
| 神谷 優月 かみや ゆづき   | 10月26日               | 東京都 |          |         | 2021年6月 | 2022年5月  |          |
| 白松 ゆり しらまつ ゆり   | 12月3日                | 岩手県 |          |         | 2021年6月 | 2022年5月  |          |
| 仲谷 水伶 なかたに みれい | 1998年11月3日（26歳）  | 長野県 | 紫       | 165cm   | 2021年6月 | 2024年1月  |          |
| 真白 さくら ましろ さくら | 2002年8月25日（22歳）  | 東京都 | ピンク   | 157cm   | 2022年7月 | 2024年2月  |          |
| 守屋 風香 もりや ふうか   | 2003年9月5日（21歳）   | 東京都 | 赤       | 156.9cm | 2022年7月 | 2024年2月  |          |
| 山本 舞奈 やまもと まいな | 2003年11月24日（21歳） | 静岡県 | 黄       | 160cm   | 2022年7月 | 2024年2月  |          |
| 堀越 日陽 ほりこし ひより | 2004年3月30日（21歳）  | 埼玉県 | オレンジ | 161cm   | 2023年6月 | 2024年2月  |          |
| 朝海 いちか あさみ いちか | 2005年9月15日（19歳）  | 千葉県 | 青       | 153.1cm | 2022年7月 | 2025年3月  |          |

## 作品

### 配信シングル
| #  | タイトル           | 配信日         |
| -- | ------------------ | -------------- |
| 1  | 僕らの日々         | 2021年10月14日 |
| 2  | ガールズパラダイム | 2022年02月25日 |
| 3  | 未来坂             | 2022年02月25日 |
| 4  | 曖昧、愛           | 2022年09月02日 |
| 5  | DEVICE             | 2022年11月13日 |
| 6  | E.S.P.E.R          | 2023年04月01日 |
| 7  | ヒカリ             | 2023年06月24日 |
| 8  | さよならララバイ   | 2023年06月24日 |
| 9  | 夏に飛び込んで     | 2023年08月02日 |
| 10 | ベイビースタン     | 2023年09月30日 |
| 11 | Drama              | 2024年04月24日 |
| 12 | 三原色             | 2024年05月01日 |
| 13 | 堕落理             | 2024年08月14日 |

### 配信EP
| #      | タイトル         | 配信日        | 収録曲                                                                       |
| ------ | ---------------- | ------------- | ---------------------------------------------------------------------------- |
| 1st EP | 虹の始まりの場所 | 2021年6月26日 | 1. Rainbow 2. イニシアチブ 3. 渾身のアンチテーゼ 4. 雨晴れキセキ 5. ハバタキ |

### 配信アルバム
| # | タイトル   | 配信日        | 収録曲 | 備考                                                                                        |
| - | ---------- | ------------- | --- | ------------------------------------------------------------------------------------------- |
| 1 | OVER COME… | 2024年2月14日 | 1. ベイビースタン 2. E.S.P.E.R 3. ヒカリ 4. さよならララバイ 5. 夏に飛び込んで 6. 渾身のアンチテーゼ 7. 曖昧、愛 8. DEVICE 9. イニシアチブ 10. ハバタキ 11. 僕らの日々 12. Rainbow 13. 雨晴れキセキ 14. ガールズパラダイム 15. 未来坂 | 本作品に収録されている音源は、2023年7月の7人体制お披露目以降に 収録された音源となっている。 |

## 書籍
- 翡翠キセキ1stPHOTO BOOK Cinq（主婦の友社、2024年2月29日）ISBN 9784073473244

## ライブ・イベント

### ワンマン・ツアー

#### 2021年
- 06/26『翡翠キセキ DEBUT SHOWCASE LIVE "私がもしアイドルになれたら"』（配信ライブ）
- 07/03『翡翠キセキ DEBUT LIVE"#私がもしアイドルになれたら"』@恵比寿CreAto
- 10/16『翡翠キセキ ワンマンライブ「かけがえのない僕らの日々は続いていく」』@SHIBUYA DIVE

#### 2022年
- 05/21『翡翠キセキ現体制ラストライブ「HABATAKI」』@SHIBUYA DIVE
- 09/03『翡翠キセキONEMAN LIVE「Go around」』@SHIBUYA DIVE
- 11/13『翡翠キセキ ONEMAN LIVE「Grow up to be･･･」』@SHIBUYA DIVE

#### 2023年
- 05/27『翡翠キセキ THE NEXT F→S』@Zirco Tokyo
- 06/25『翡翠キセキ 虹の始まりの場所』@SHIBUYA VIDENT

### 単独ライブ

#### 2021年
- 09/04『翡翠キセキ 単独ライブ「僕らの日々」』@恵比寿CreAto
- 10/17『佐藤碧依卒業公演』@CLUB CRAWL
- 11/06『神谷優月×仲谷水伶 合同生誕祭「優月と太陽の誕生日パーティー×～みれちゃんはじめてのせいたんさい～」』@恵比寿CreAto
- 12/04『白松ゆり生誕祭「＼みんなで／つゆりママに感謝しようの会」』@恵比寿CreAto
- 12/26『クリスマスのキセキ2021』@恵比寿CreAto
- 12/29『翡翠ファンミ〜翡翠キセキと忘年会〜』@SHIBUYA DIVE

#### 2022年
- 02/27『翡翠キセキ アンケートありが10公演「未来坂、登ったら」』@渋谷近未来会館
- 04/28『翡翠ファンミ〜翡翠とお楽しみ会〜』@恵比寿CreAto
- 05/12『翡翠キセキLIVE &生トークショー』@CLUB CRAWL
- 05/15『翡翠キセキ〜翡翠といつもの会〜』@CLUB CRAWL
- 11/03『仲谷水伶 生誕祭2022 〜みれちゃんにかいめのせいたんさい〜』@恵比寿CreAto
- 11/27『ワクワク！ドキドキ！ひすいどうぶつえん』@恵比寿CreAto
- 12/24『クリスマスのキセキ2022』@恵比寿CreAto

#### 2023年
- 01/07『HISUI KISEKI TRIAL 1H』@CLUB CRAWL
- 03/04『HISUI KISEKI TRIAL 1H』@恵比寿CreAto
- 04/01『HISUI KISEKI TRIAL 1H』@SHIBUYA DIVE